# Franz von Khevenhüller-Metsch

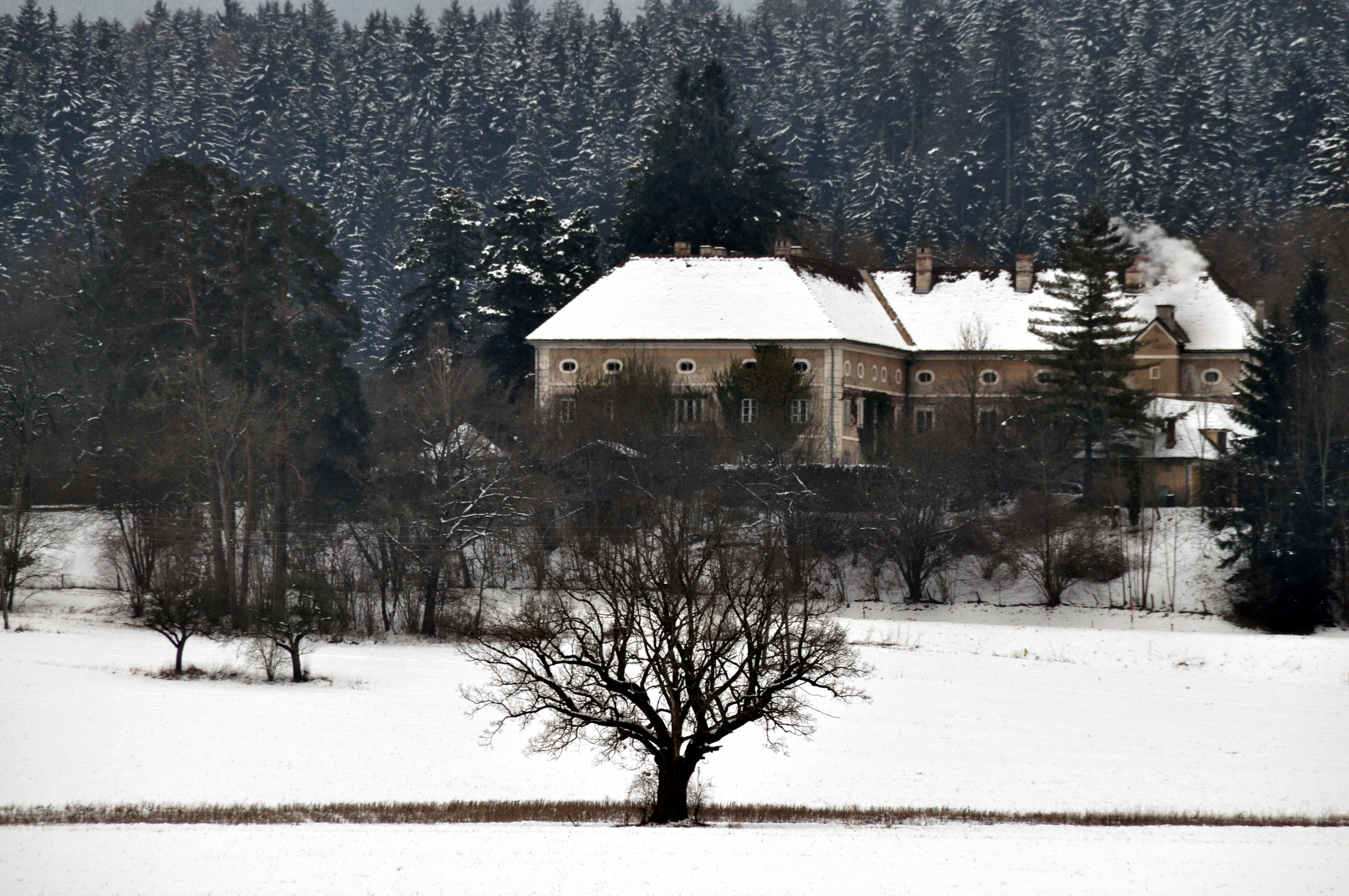
Schloß Niederosterwitz

Franz Eduard Joseph Adam Othmar Leopold Hubertus Maria 8e Fürst von Khevenhüller-Metsch, heer van Hochosterwitz en Pellendorf (Wenen, 3 december 1889 – Schloß Niederosterwitz, 31 januari 1977) was de achtste vorst en hoofd van het hoogadellijke en ebenbürtige huis Khevenhüller-Metsch.

## Biografie
Khevenhüller-Metsch werd geboren als zoon van Alfred Graf von Khevenhüller-Metsch (1852-1911), keizerlijk en koninklijk kamerheer en ritmeester, en Melanie Gräfin Erdödy de Monyorókerék et Monoszló (1861-1954). Hij trouwde in 1913 op Schloß Heiligenberg met Anna Prinzessin von Fürstenberg (1894-1928), dochter van Maximilian Egon Fürst von Fürstenberg en lid van de familie Fürstenberg. In 1945 volgde hij als hoofd van het huis en vorst zijn verwant Anton Sigismund 7e Fürst von Khevenhüller-Metsch (1873-1945), kleinzoon van een broer van zijn grootvader. Hij was keizerlijk en koninklijk kamerheer. Hij was grootofficier in de huisridderorde van de Heilige Georg en ereburger van Sankt Georgen am Längsee.
Hij bewoonde en overleed op het slot Niederosterwitz. Zijn zoon Max 9e Fürst von Khevenhüller-Metsch (1919-2010) volgde hem op als hoofd van het huis en werd de volgende vorst.